# Frederic Francisc al IV-lea, Mare Duce de Mecklenburg
Frederic Francisc al IV-lea (9 aprilie 1882 – 17 noiembrie 1945) a fost ultimul Mare Duce de Mecklenburg-Schwerin și regent de Mecklenburg-Strelitz.

## Primii ani
S-a născut la Palermo ca fiu al lui Frederic Francisc al III-lea, Mare Duce de Mecklenburg-Schwerin și a Marii Ducese Anastasia Mihailovna a Rusiei. I-a succedat tatălui său ca Mare Duce după decesul acestuia la 10 aprilie 1897; în timpul minoratului său, marele ducat a fost guvernat de unchiul său, Ducele Johann Albrecht, până când Frederic Francisc a împlinit vârsta la 9 aprilie 1901.

## Căsătorie și copii
Frederic Francisc s-a căsătorit la 7 iunie 1904 la Gmunden, Austro-Ungaria cu Prințesa Alexandra de Hanovra și Cumberland, fiica lui Ernest Augustus, Prinț de Hanovra și a Prințesei Thyra a Danemarcei. Soția sa era nepoata pe linie paternă a regelui George al V-lea de Hanovra și pe linie maternă nepoata regelui Christian al IX-lea al Danemarcei. Frederic Francis și Alexandra au avut cinci copii:
- Friedrich Franz, Mare Duce Ereditar de Mecklenburg-Schwerin (22 aprilie 1910 – 31 iulie 2001). Căsătorit cu Karin Elisabeth von Schaper, fiica lui Walter von Schaper și a baronesei Louise von Münchhausen. Cuplul nu a avut copii.
- Ducele Christian Louis de Mecklenburg-Schwerin  (29 septembrie 1912 – 1996). Căsătorit cu Prințesa Barbara a Prusiei, fiica Prințului Sigismund al Prusiei și a Prințesei Charlotte de Saxa-Altenburg. Cuplul a avut copii.
- Ducesa Olga de Mecklenburg-Schwerin (1916–1917).
- Ducesa Thyra de Mecklenburg-Schwerin (18 iunie 1919 – 27 septembrie 1981).
- Ducesa Anastasia de Mecklenburg-Schwerin (11 noiembrie 1923 – 25 ianuarie 1979). Căsătorită cu Prințul Friedrich Ferdinand de Schleswig-Holstein-Sonderburg-Glücksburg, fiul Prințului Albrecht de Schleswig-Holstein-Sonderburg-Glücksburg și al Contesei Ortrud de Ysenburg și Büdingen. Cuplul a avut copii.

## Abdicare
În urma suicidului lui Adolphus Frederic al VI-lea, Mare Duce de Mecklenburg din anul 1918, Frederic Francisc a preluat regența ducatului de Strelitz. Acest lucru s-a întâmplat deoarece moștenitorul prezumptiv Ducele Karl Michael servea în armata rusă la acel moment și și-a anunțat dorința de a renunța la drepturile de succesiune.
Frederic Francisc a abdicat de pe tronul marelui ducat la 14 noiembrie 1918 în urma înfrângerii Imperiului german în Primul Război Mondial.